# 備中高松城の戦い
備中高松城の戦い（びっちゅうたかまつじょうのたたかい）は、安土桃山時代におきた戦い。天正10年（1582年）に織田信長の命を受けた家臣の羽柴秀吉が毛利氏配下の清水宗治の守備する備中高松城を攻略した戦いである。秀吉は高松城を水攻めによって包囲したことから、高松城の水攻め（水責め）とも呼ばれる。
忍城の戦い、太田城の戦い、そしてこの備中高松城の戦いは日本三大水攻めのひとつに数えられる。
この攻城戦の最中に、秀吉の主君である織田信長が明智光秀に討たれた、いわゆる「本能寺の変」が起きた。

## 戦いに至るまでの情勢
戦国時代の備中は守護の細川氏が衰退した後、国人領主が割拠する状態にあったが、なかでも台頭していたのは三村氏であった。
三村家親は、出雲尼子氏に代わって西国の覇者となった安芸毛利氏に接近し勢力を西備前、西美作に広げたものの、備前浦上氏の傘下の宇喜多直家により家親が暗殺され、続く備前の明善寺合戦において三村氏は敗退、その勢力は衰えた。のち直家と結んだ毛利氏により三村氏は滅ぼされ（備中兵乱）、その傘下であった城主の多くは毛利氏を頼ったが、その一人が清水宗治である。
一方で畿内においては、織田信長が上洛を果たすと、反対勢力（信長包囲網）の一部を滅ぼして、将軍・足利義昭を追放し（室町幕府の滅亡）、天下統一事業を推し進めていた。
毛利氏と信長とは、毛利元就の代においては友好的な関係であったが、その後継の毛利輝元は義昭を庇護し（鞆幕府）、さらに最大の反信長勢力である石山本願寺と同盟し、信長への敵対の態度を強めていった。
信長にとって石山本願寺を滅ぼすためには、その背後の毛利氏を屈服させる必要があったため、天文5年（1577年）10月より家臣の羽柴秀吉を総大将とする中国路への侵攻戦（中国攻め）を開始した。
秀吉はまず播磨に進出、黒田孝高の居城であった姫路城を拠点に小寺氏・置塩赤松氏・龍野赤松氏を服従させ、反抗する佐用赤松氏を滅ぼし、支配を固めた。しかし、石山本願寺・毛利氏に呼応して、信長に臣従したはずの摂津の荒木村重が反乱を起こし（有岡城の戦い）、播磨においても小寺氏、別所氏が反旗を翻すなど、秀吉の中国攻めは当初から困難が多かった。
別所氏を滅ぼした三木合戦においては腹心の竹中重治が陣没し、その他多くの将兵を失い、また上月城の戦いでは尼子勝久ら尼子氏の残党軍を失った。
播磨を漸く再び平定した秀吉は但馬、因幡に進出し、山名豊国らを降参させ、山名氏の反織田氏勢力と結んだ毛利氏の吉川経家を鳥取城の戦いにおいて破り、弟の秀長や宮部継潤に命じ、山陰道への侵攻を進めさせた。
宇喜多直家は当初は毛利氏の傘下として行動し、織田寄りであった主君の浦上宗景を追放して下剋上を果たしていたが、織田氏と秀吉の力を知ると毛利氏を見限り、秀吉に降参を申し入れた。
天正9年（1581年）、直家は病没し、幼少であった子の宇喜多秀家が跡を継ぎ、そして秀吉の猶子になったことで、備前もまた秀吉の傘下に収まった。
天正10年（1582年）2月、毛利軍と宇喜多軍は備前児島に近い、八浜において合戦を行った（八浜合戦）。毛利氏はこの戦いに勝利し、秀家の名代・基家を討ち取った。
だが、宇喜多氏はこの大敗を秀吉に報告し、秀吉はこれを受けて、中国地方への出陣を決意した。秀吉は秀家を補佐する宇喜多氏の重臣らに書状を送り、その書状では、宇喜多氏の救援に向かうほか、淡路船などを児玉付近に派遣するなど、海上からの攻撃も視野にいれていたことが示されている。秀吉とすれば、宇喜多氏が毛利氏に滅ぼされることがあれば、毛利氏の攻略が難しくなると考え、即急に手を打つ形をとった。

## 戦いの経過

### 羽柴秀吉の出陣と高松城の包囲

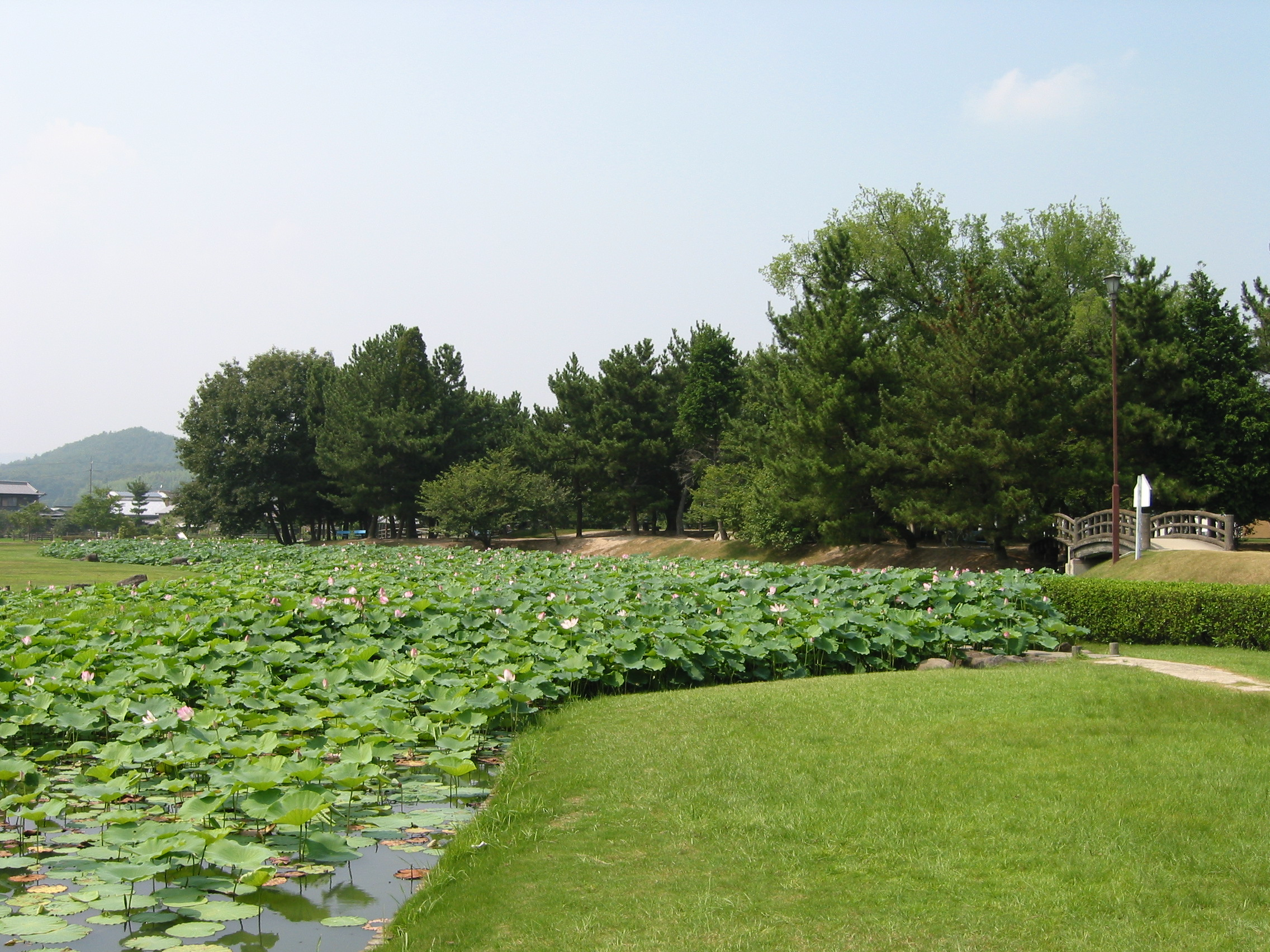
現在の高松城址本丸跡公園。低湿地感が残る。

宇喜多氏が領していた備前岡山から先は毛利の勢力範囲であったため、織田軍と毛利軍は備前・備中国境地帯で攻防を繰り広げることとなった。毛利氏は戦いに備え、国境付近の「境目七城」（別名は「備中七城」）を防衛ラインとした。
天正10年3月15日、秀吉は姫路城から備中へ向けて、2万の軍勢を率いて出陣した。途中、19日に宇喜多氏のかつての居城であった亀山城（別名：沼城、ぬまじょう）（現：岡山市東区）に入り、宇喜多氏の動向を探った。そして、宇喜多氏が織田軍に味方することを確認すると、宇喜多勢1万を加えて総勢3万の軍勢で備中へ入った。
4月15日、秀吉は境目七城の主力・備中高松城を包囲し、城を見下ろすことができる竜王山に布陣した。備中高松城は当時数少なかった低湿地を利用した平城（沼城、ぬまじろ）であり、鉄砲・騎馬戦法にも強かった。城を守るのは清水宗治で、3,000〜5,000余りの兵が立て籠り、容易には攻め落とせる状況ではなかった。
そのため、秀吉は蜂須賀家政・黒田孝高を使者として、宗治に対し、降伏すれば備中・備後2カ国を与えるという条件を出した。だが、宗治は応じず、信長からの誓詞をそのまま主君・毛利輝元のもとに届けて忠義を示した。
秀吉はほかの境目七城を次々に攻めると同時に、4月27日に秀吉方の宇喜多勢を先鋒として攻撃を加えたが、城兵の逆襲を受けて撤退した。
毛利氏は織田軍の進攻に対して4月上旬までは楽観視していた。羽柴軍のみで織田の水軍が下向していないため、水軍力で優位に立っていたからである。

### 水攻めの開始

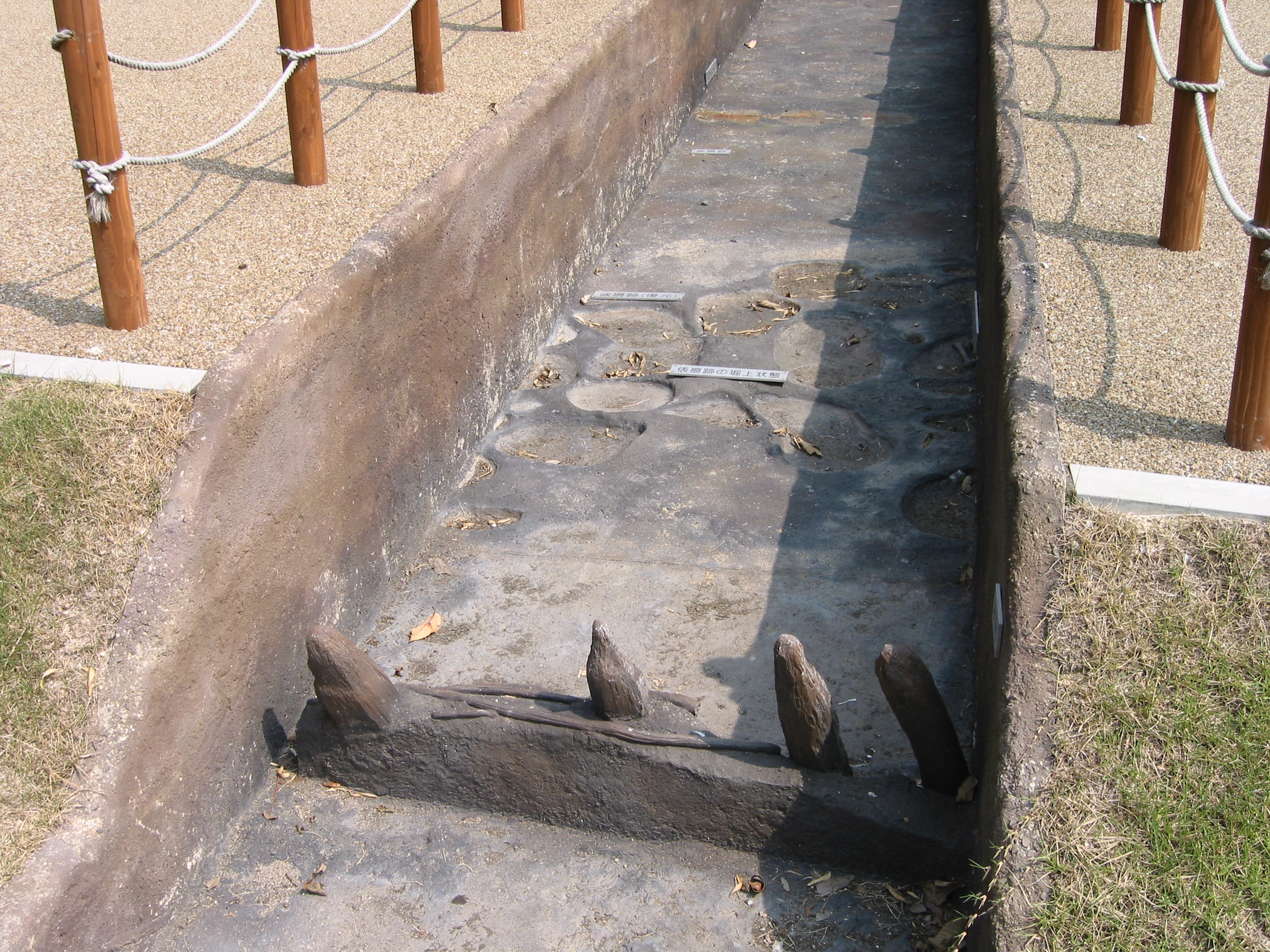
備中高松城水攻め堰堤跡から発掘された蛙ヶ鼻堰堤基礎部分

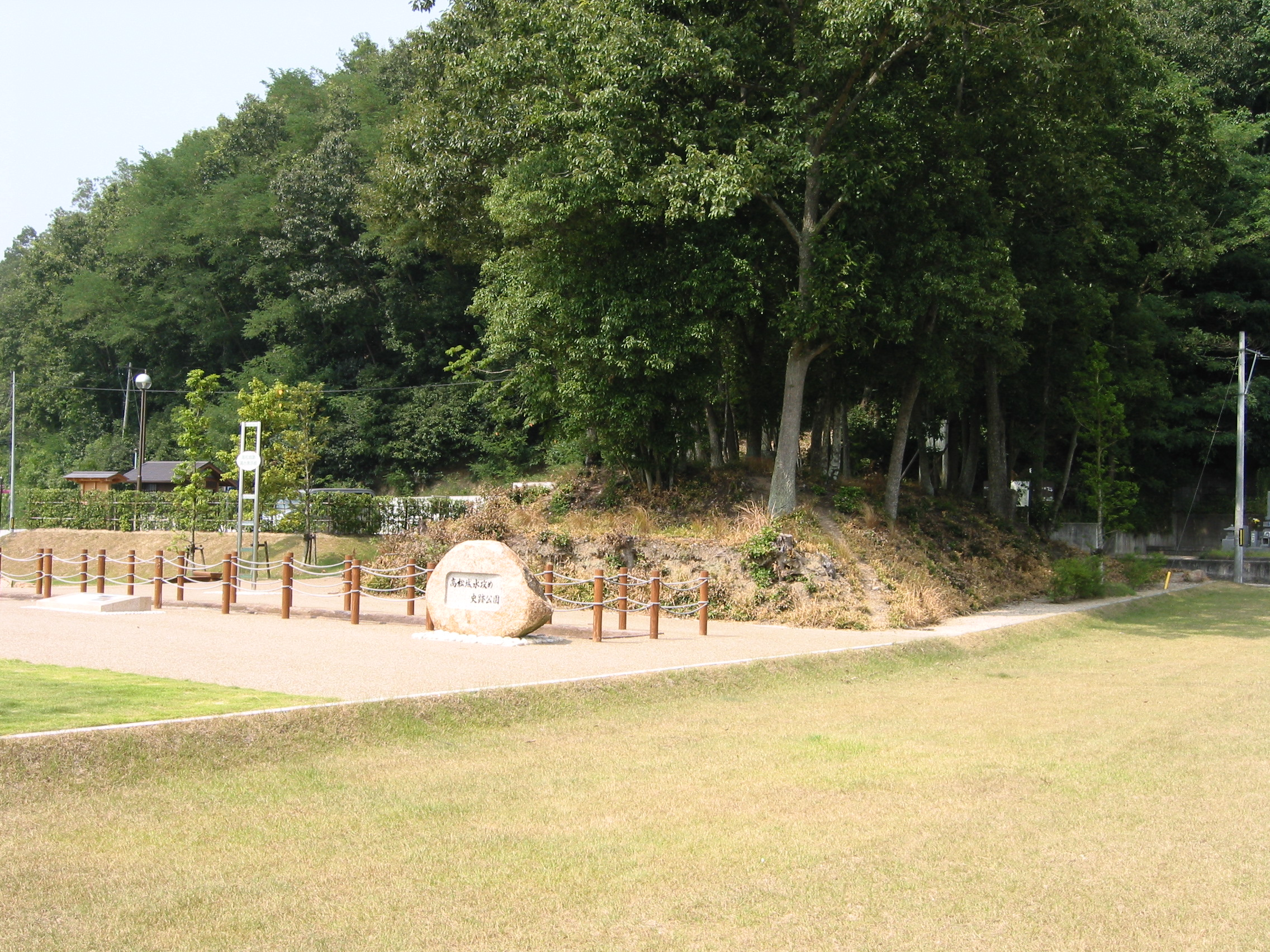
蛙ヶ鼻堰堤跡

5月1日、秀吉は難攻不落の高松城に対し、水攻めを行うことを決定した。低湿地にある沼城という、本来なら城攻めを困難にさせるはずの利点を逆手に取った奇策であったといえる。
5月8日、秀吉は堤防工事に着手した。この堤防は門前村（現：JR吉備線足守駅付近）から蛙ヶ鼻（石井山南麓）までの東南約4キロメートル、高さ8メートル、底部24メートル、上幅12メートルにわたる堅固な長堤を造り、足守川の水を堰き止めようとするものであった。堤防の高さについては、堤防の調査に先立って行われた高松城の調査から、標高5mほどであったと推測されている。
築堤奉行には蜂須賀正勝が任命され、宇喜多忠家が黒田孝高の指導のもと難所の門前村から下出田村までを担当（この場所の工事奉行は宇喜多氏家臣の千原勝則ともいわれる）。原古才村を蜂須賀氏が、松井から本小山までを堀尾吉晴、生駒親正、木下重堅、桑山重晴、戸田正治らが、蛙ヶ鼻より先を但馬衆が担当することとなり、浅野長政は船や船頭を集めて備中高松城が湖に浮かぶ島になった際の城攻めの準備にあたった。また、足守川の堰止方法は黒田家臣の吉田長利の献策ともいう。
工事には士卒や農民らを動員し、1俵に付き銭100文、米1升という当時としては非常に高額な報酬を与えた。堤防は8日の工事着手から、19日に竣工するまでのわずか12日間で完成した。折しも梅雨の時期にあたって降り続いた雨によって足守川が増水し、200haもの湖が出現し、高松城は孤島と化してしまった。堤防を完成させた秀吉は堤防の上に見張り場を設けて城内の様子を監視した。
なお、書籍によっては竜王山麓を流れる長野川からも水を引いたとしているものもあるが、水路跡などは発見されておらず、長野川を利用したというのは後世に加筆された伝説である。
一方、城内では水攻めという戦法に動揺し、物資の補給路を断たれて兵糧米が少なくなったことと、毛利氏の援軍が来ないことも相まって兵の士気も低下した。城内まで浸水したため、城兵は小舟で連絡を取り合わなくてはならなかったとされる。

### 毛利氏の救援

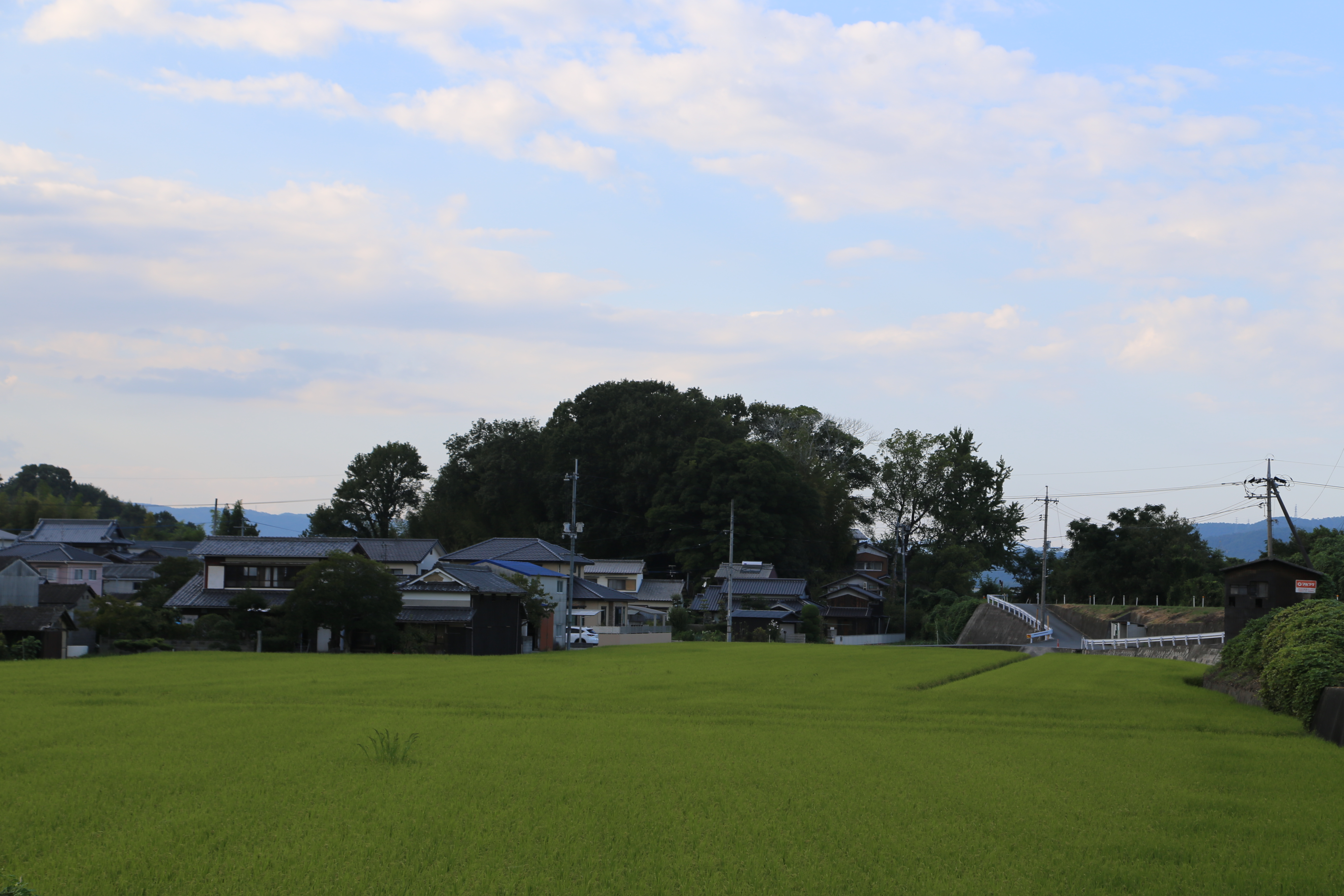
毛利方の上原元将と日幡景親が籠もった日幡城

同月、毛利輝元は急報を受けて、吉川元春、小早川隆景らと共に軍勢を率い、高松城の救援に向かった。このとき、毛利氏の軍勢の総数は、秀吉自身の手紙（『浅野家文書』）によると5万ばかり、『 惟任退治記』によると8万余と記されている。当主および吉川・小早川の両将も揃う、当時の毛利家としてはこれは最大の動員兵力である。だが、この数は秀吉によって水増しされた数ともいわれ、毛利氏は分国が不安定なこともあって、実際は1万の兵しか動員できなかったとする説もある。

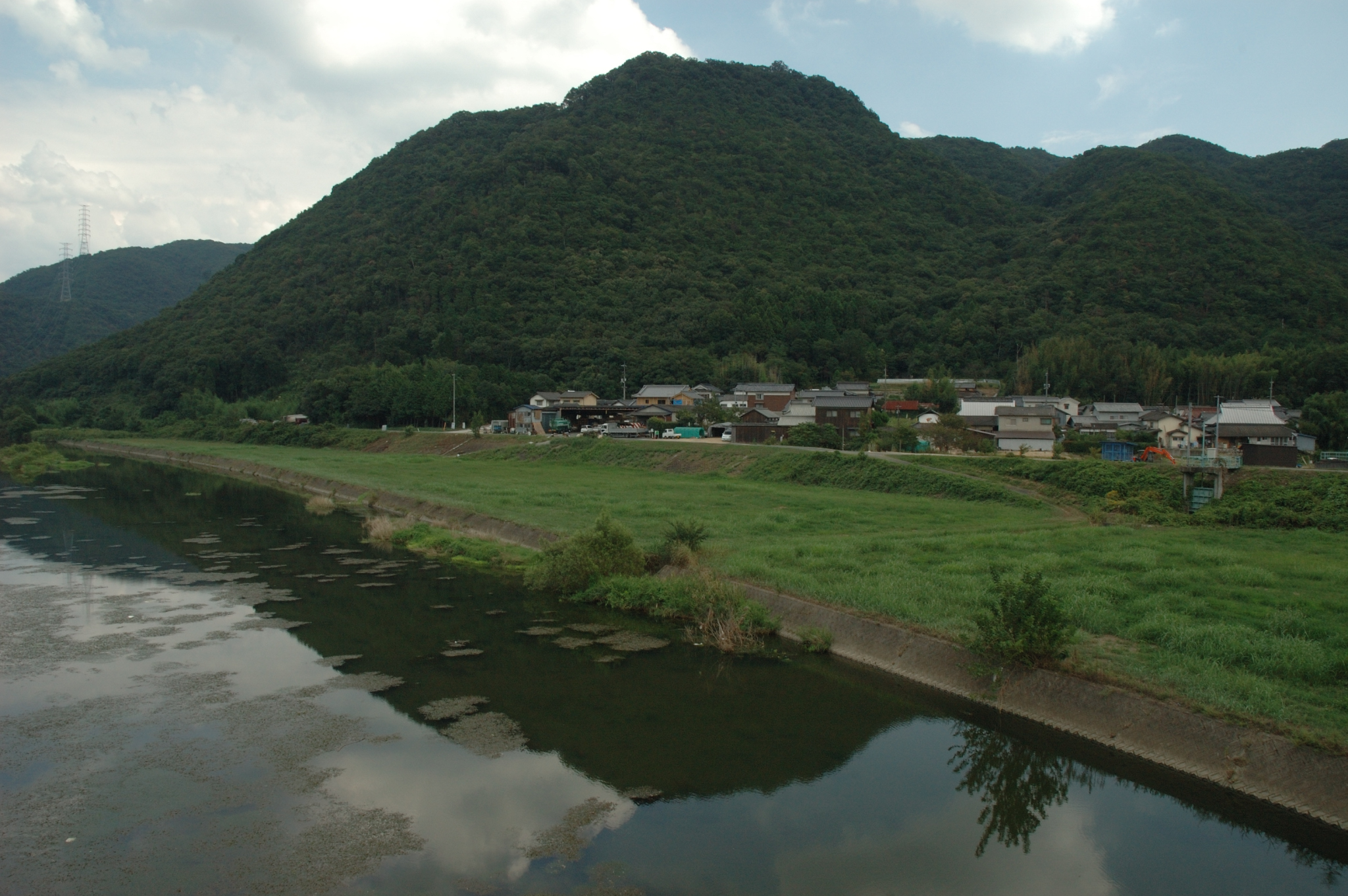
猿掛城

輝元は猿掛城に布陣し、高松城に近い岩崎山（庚申山）に吉川元春、その南方の日差山に小早川隆景を布陣させ、秀吉と対峙した。だが、既に堤防は完成しており、輝元らは秀吉の築いた湖を前にして身動きがとれず、5月21日になって元春と隆景が、織田勢と直接対峙する位置に陣を移した。
援軍としてやってきた毛利氏が動けなかった理由としては、秀吉の毛利水軍に対する調略により、来島水軍や高畠水軍、塩飽水軍が離反していていたことにあった。これにより、毛利氏は制海権を失い、陸路からのみの補給に頼らざるを得ず、そのために絶望的に物資が不足しており、輝元の本陣でさえ物資が不足する有様であった。また、毛利勢は水攻めにされた高松城に対して、船を使って物資を救援しようとしたが、その船すら入手できない状態であった。
5月15日、秀吉は毛利輝元との直接対決に備えて、甲斐武田氏を滅亡させたばかりの主君・信長に対して援軍を送るよう、使者を安土に向かわせた。
5月17日、信長は秀吉の手紙を受け取ると、徳川家康の接待をしていた明智光秀に対し、秀吉への援軍に向かうよう命じた。
5月29日、信長自らも京の本能寺に入り、備中に赴く準備をし、その出陣の日は6月4日と定められた。そのため、毛利氏は危機的な状況に陥った。

### 和睦成立と秀吉の撤退
秀吉は包囲を継続し、毛利輝元との対決に備えつつも、毛利氏との講和の交渉にも入った。毛利方もまた、軍僧の安国寺恵瓊を黒田孝高のもとに派遣し、「五国（備中・備後・美作・伯耆・出雲）割譲と城兵の生命保全」の条件で和議を提示した。しかし、秀吉はこれを拒否して「五国割譲と城主清水宗治の切腹」を要求したため、交渉はいったん物別れに終わった。毛利方は清水宗治に対して救援の不可能なことと、秀吉に降伏するべきという旨を伝えたが、宗治は自分の命を城と共にしたいとしてこれを拒否した。毛利方は安国寺恵瓊を高松城に送り込んで説得を試みたが、宗治は「主家である毛利家と城内の兵の命が助かるなら自分の首はいとも安い」と述べ、自らと兄である清水宗知（月清入道）と弟の難波宗忠（田兵衛。「伝兵衛」は誤伝）、小早川氏からの援将である末近信賀の4人の首を差し出す代わりに籠城者の命を助けるようにという嘆願書を書き、安国寺恵瓊に託した。
ちょうどこの時（6月3日夜）、秀吉方は明智光秀から毛利方に送られた使者を捕らえ、前日に信長が明智光秀の謀反によって京都の本能寺で落命した（本能寺の変）という密書を手にした。秀吉は黒田孝高ら幕僚と合議し、一刻も早く毛利と和睦して明智光秀を討つべく上洛する方針を固めた。また、秀吉は信長落命によって後ろ盾を失った状態であることを毛利方に知られないように、徹底的に信長落命の事実を隠匿した。
6月3日深夜から4日の会談において、秀吉は安国寺恵瓊を呼び、割地を河辺川（高梁川）と八幡川以東の割譲（先の5か国から、備中・美作・伯耆の3か国に譲歩）とし、清水宗治自刃を和睦条件として提示した。毛利方はやむなくこの条件を受け入れ、ここに和睦が成立した。なお、人質として、秀吉側から森重政・高政兄弟（後にいずれも毛利姓を名乗る）が送られた。
毛利氏は4月下旬に制海権を失い､持久戦の準備をしている織田軍に対して力攻めをする兵力がなく､持久戦に耐える物資輸送手段に窮しており、講和をするしかなかったと推測されている。

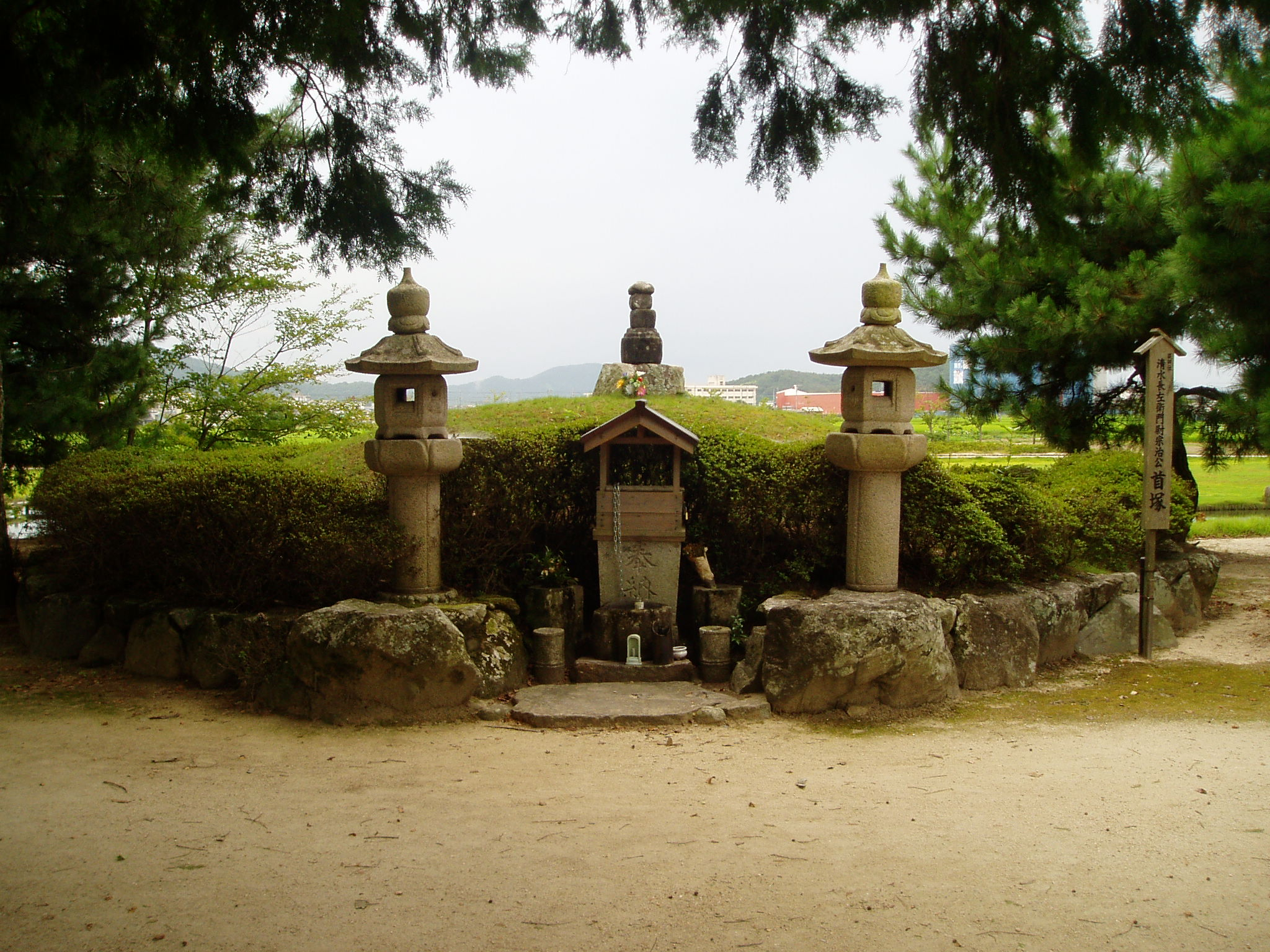
備中高松城本丸跡にある清水宗治首塚

4日午前、宗治は秀吉から贈られた酒と肴で別れの宴を行い、城内の清掃などを家臣に命じ、身なりを整えた。その後、宗治ら4人は秀吉から差し向けられた小舟に乗って秀吉の本陣まで漕ぎ、杯を交わした。そして、宗治は舞を踊った後、「浮世をば　今こそ渡れ　武士（もののふ）の　名を高松の　苔に残して」という辞世の句をしたため、自害した。他3人も次々と自害を遂げ、4人の介錯を行った國府市正も自刃した。秀吉は宗治を武士の鑑として賞賛した。
秀吉は和睦が成立すると、高松城に杉原家次を留守居として置いたうえで、4日午後には山陽道を東へ向かった（中国大返し）。なお、毛利方が本能寺の変報を入手したのは秀吉が撤退した日の翌5日で、紀伊の雑賀衆からの情報であったことが、吉川広家の覚書（案文）から確認できる。この時、元春などが秀吉を追撃すべしと主張したが、隆景が誓紙を交わした以上は講和を遵守すべきと主張したため、輝元も追撃を断念した。

## 戦いの後の情勢
この戦いの後、備中高松城には宇喜多氏の家老・花房正成が入城。関ヶ原の戦いで正成は主君に反し東軍に付いたため、江戸時代には旗本に取り立てられた。数年はここに陣屋を構えたが備中国阿曽（現：総社市阿曽）に移ったため備中高松城は廃城となった。
また、秀吉が天下を取った後に清水宗治の子を直臣にし、知行一万石を与えようと述べたが、宗治の嫡男である景治は毛利氏に残ることを選んだとされ、『毛利家文書』に景治自身その旨を書き残した書状が残る。その後、清水家は萩藩寄組として明治維新まで存続し、維新後は倒幕に功績があったことから、男爵に叙されている。
現在、高松城二ノ丸址に玄妙寺という寺が建立されており、その境内内部が宗治自刃の場所とされており、石碑が立っている。

## 参戦武将

### 織田勢（秀吉方）
- 羽柴秀吉
- 黒田孝高
- 蜂須賀正勝
- 加藤清正

- 杉原家次
- 羽柴秀長
- 山内一豊
- 石田三成

- 堀尾吉晴
- 花房職秀
- 宇喜多忠家
- 津田信任

### 毛利勢
籠城軍
- 清水宗治
- 清水宗知
- 難波宗忠
- 清水行宗
- 中島元行
- 末近信賀

援軍
- 毛利輝元
- 吉川元春
- 小早川隆景
- 桂広繁

- 井上豊後守
- 日幡景親
- 小田孫兵衛